# Xscape (Band)
Xscape war ein amerikanisches R&B-Gesangsquartett aus Atlanta, Georgia. Die Girlgroup wurde 1990 in College Park gegründet und veröffentlichte zwischen 1993 und 1998 drei Studioalben, die in den USA jeweils mit Platin ausgezeichnet wurden. Die erfolgreichste Single Just Kickin’ It aus dem Jahr 1993 erhielt ebenfalls Platin. 

## Bandgeschichte
Die Schwestern LaTocha und Tamika Scott wuchsen in der Kirche ihres Vaters, des Reverenten Randolf Scott auf. Scott, der in den 1970er Jahren selbst Mitglied einer R&B-Band namens The Scott Three war, musizierte bereits in frühen Jahren mit seinen Töchtern, die schließlich neben Auftritten in der Kirche auch an Talentwettbewerben der Umgebung teilnahmen. Während ihrer Zeit in der Tri-City High School in College Park lernten die Schwestern Kandi Burruss und Tameka Cottle kennen, mit denen sie 1990 die Gruppe Xscape gründeten.
Den ersten gemeinsamen Auftritt hatte das Quartett 1991 auf der Geburtstagsparty des Produzenten Jermaine Dupri. Daraufhin erhielten sie einen Vertrag bei So So Def Records und veröffentlichten im Herbst 1993 das Debütalbum Hummin’ Comin’ at ’Cha, das Platz 17 der Billboard 200 sowie Platz 3 der R&B-Charts erreichte und dafür mit einer Platin-Schallplatte ausgezeichnet wurde. Die Vorabsingle Just Kickin’ It erhielt ebenfalls Platin, ihr Nachfolger Understanding bekam Gold.
1995 erschien das Album Off the Hook, das es auf Platz 23 der Billboard 200 und Platz 3 der R&B-Charts schaffte, wofür es, ebenso wie sein Vorgänger, Platin erhielt. Die beiden erfolgreichsten Auskopplungen Feels so Good und Who Can I Run To erlangten Goldstatus. Auch das dritte und letzte Studioalbum Xscapes, Traces of My Lipstick, spielte Platin ein. Die Platte kam 1998 auf Platz 28 der Billboard 200 und Platz 6 der R&B-Charts. Mit The Arms of the One Who Loves You ist auch darauf eine goldprämierte Single enthalten.
Tamika Scott ist neben der Musikkarriere auch als ordinierte Pfarrerin tätig und nahm ein Solo-Gospelalbum auf. Auch LaTocha Scott war solo aktiv und veröffentlichte das Album Solo Flight 404. Tameka Cottle heiratete im Juli 2010 den Rapper T.I. Kandi Burruss hatte 2000 als Kandi mit dem Lied Don’t Think I’m Not einen Hit in Deutschland, Großbritannien und den USA. Sie bildete 2007 kurzzeitig mit der Rapperin Rasheeda Buckner das Duo Peach Candy, das jedoch erfolglos war.

## Besetzung
- LaTocha Scott (* 2. Oktober 1972) – Gesang
- Tamika Scott (* 5. August 1975) – Gesang
- Tameka Cottle (* 14. Juli 1975 in Jonesboro, Georgia) – Gesang
- Kandi Leniece Burruss-Tucker (* 17. Mai 1976 in College Park, Georgia) – Gesang

## Diskografie

### Studioalben
| Jahr | Titel                  | Höchstplatzierung, Gesamtwochen, AuszeichnungChartplatzierungen (Jahr, Titel, Platzierungen, Wochen, Auszeichnungen, Anmerkungen) | Höchstplatzierung, Gesamtwochen, AuszeichnungChartplatzierungen (Jahr, Titel, Platzierungen, Wochen, Auszeichnungen, Anmerkungen) | Höchstplatzierung, Gesamtwochen, AuszeichnungChartplatzierungen (Jahr, Titel, Platzierungen, Wochen, Auszeichnungen, Anmerkungen) | Höchstplatzierung, Gesamtwochen, AuszeichnungChartplatzierungen (Jahr, Titel, Platzierungen, Wochen, Auszeichnungen, Anmerkungen) | Höchstplatzierung, Gesamtwochen, AuszeichnungChartplatzierungen (Jahr, Titel, Platzierungen, Wochen, Auszeichnungen, Anmerkungen) | Anmerkungen |
| Jahr | Titel                  | DE | CH | UK | US | R&B | Anmerkungen |
| ---- | ---------------------- | --- | --- | --- | --- | --- | --- |
| 1993 | Hummin’ Comin’ at ’Cha | — | — | — | US17 Platin · (36 Wo.)US | R&B3 (42 Wo.)R&B | Erstveröffentlichung: 12. Oktober 1993 Produzenten: Jermaine Dupri, Manuel Seal, Organized Noise Productions                                              |
| 1995 | Off the Hook           | — | — | — | US23 Platin · (42 Wo.)US | R&B3 (53 Wo.)R&B | Erstveröffentlichung: 18. Juli 1995 Produzenten: Jermaine Dupri, Carl-So-Lowe, Organized Noize, Daryl Simmons                                             |
| 1998 | Traces of My Lipstick  | — | — | — | US28 Platin · (33 Wo.)US | R&B6 (50 Wo.)R&B | Erstveröffentlichung: 12. Mai 1998 Produzenten: Babyface, Jermaine Dupri, Joe Thomas, Manuel Seal, Daryl Simmons, Keith Sweat, Warryn Campbell, Guy Roche |

### Kompilationen
- 2002: Understanding
- 2009: Super Hits
- 2012: S. O. U. L.

### Singles als Leadmusikerinnen
| Jahr | Titel Album                                             | Höchstplatzierung, Gesamtwochen, AuszeichnungChartplatzierungen (Jahr, Titel, Album, Platzierungen, Wochen, Auszeichnungen, Anmerkungen) | Höchstplatzierung, Gesamtwochen, AuszeichnungChartplatzierungen (Jahr, Titel, Album, Platzierungen, Wochen, Auszeichnungen, Anmerkungen) | Höchstplatzierung, Gesamtwochen, AuszeichnungChartplatzierungen (Jahr, Titel, Album, Platzierungen, Wochen, Auszeichnungen, Anmerkungen) | Höchstplatzierung, Gesamtwochen, AuszeichnungChartplatzierungen (Jahr, Titel, Album, Platzierungen, Wochen, Auszeichnungen, Anmerkungen) | Höchstplatzierung, Gesamtwochen, AuszeichnungChartplatzierungen (Jahr, Titel, Album, Platzierungen, Wochen, Auszeichnungen, Anmerkungen) | Anmerkungen | [↑]: gemeinsam behandelt mit vorhergehendem Eintrag; [←]: in beiden Charts platziert |
| Jahr | Titel Album                                             | DE | CH | UK | US | R&B | Anmerkungen |                                                                                      |
| ---- | ------------------------------------------------------- | --- | --- | --- | --- | --- | --- | ------------------------------------------------------------------------------------ |
| 1993 | Just Kickin’ It Hummin’ Comin’ at ’Cha                  | — | — | UK49 (4 Wo.)UK | US2 ×2Doppelplatin · (21 Wo.)US | R&B1 (25 Wo.)R&B | Erstveröffentlichung: August 1993 Autoren: Jermaine Dupri, Manuel Seal                                                                        |                                                                                      |
| 1993 | Understanding Hummin’ Comin’ at ’Cha                    | — | — | — | US8 Platin · (20 Wo.)US | R&B1 (20 Wo.)R&B | Erstveröffentlichung: Dezember 1993 Autor: Manuel Seal                                                                                        |                                                                                      |
| 1994 | Is My Living in Vain Hummin’ Comin’ at ’Cha             | — | — | — | — | R&B47 (17 Wo.)R&B | Erstveröffentlichung: Januar 1994 inkl. Samples aus Barry Whites 1973er Hit I’m Gonna Love You Just a Little More Baby Autor: Elbernita Clark |                                                                                      |
| 1994 | Love on My Mind Hummin’ Comin’ at ’Cha                  | — | — | — | US46 (15 Wo.)US | R&B16 (20 Wo.)R&B | Erstveröffentlichung: März 1994 Autoren: Jermaine Dupri, Manuel Seal                                                                          |                                                                                      |
| 1994 | Tonight Hummin’ Comin’ at ’Cha                          | — | — | — | — | R&B59 (11 Wo.)R&B | Erstveröffentlichung: Juni 1994 Autoren: Brandon Bennett, Marqueze Ethridge, Organized Noize                                                  |                                                                                      |
| 1995 | Feels so Good Off the Hook                              | — | — | UK34 (2 Wo.)UK | US32 Gold · (18 Wo.)US | R&B8 (20 Wo.)R&B | Erstveröffentlichung: Juni 1995 Autoren: Carl So-Lowe, Jermaine Dupri                                                                         |                                                                                      |
| 1995 | Who Can I Run To Off the Hook                           | — | — | UK31 (3 Wo.)UK | US8 Platin · (20 Wo.)US | R&B1 (26 Wo.)R&B | Erstveröffentlichung: Oktober 1995 Autoren: Frank Alstin, Richard Roebuck, Daryl Simmons Original: The Jones Girls, 1979                      |                                                                                      |
| 1996 | Do You Want To Off the Hook                             | — | — | — | US50 Gold · (16 Wo.)US | R&B9 (20 Wo.)R&B | Erstveröffentlichung: Februar 1996 Autor: Daryl Simmons                                                                                       |                                                                                      |
| 1996 | Can’t Hang Off the Hook                                 | — | — | —[US: ↑] | US50 Gold · (16 Wo.)US | R&B16 (16 Wo.)R&B | B-Seite von Do You Want To feat. MC Lyte Autoren: Carl So-Lowe, Jermaine Dupri, MC Lyte, Xscape                                               |                                                                                      |
| 1998 | The Arms of the One Who Loves You Traces of My Lipstick | — | — | UK46 (2 Wo.)UK | US7 Gold · (20 Wo.)US | R&B4 (22 Wo.)R&B | Erstveröffentlichung: April 1998 Backing Vocals: Sue Ann Carwell Autor: Diane Warren                                                          |                                                                                      |
| 1998 | My Little Secret Traces of My Lipstick                  | — | — | — | US9 Platin · (14 Wo.)US | R&B2 (20 Wo.)R&B | Erstveröffentlichung: Oktober 1998 Backing Vocals: Jagged Edge Autoren: LaTocha Scott, Jermaine Dupri, Manuel Seal                            |                                                                                      |
| 1998 | Softest Place on Earth Traces of My Lipstick            | — | — | — | US— GoldUS | R&B28 (18 Wo.)R&B | Erstveröffentlichung: Dezember 1998 Autoren: Joseph Thomas, Joshua Thompson                                                                   |                                                                                      |

Weitere Singles
- 1994: Who’s That Man
- 1996: Christmas Without You
- 1997: Let’s Do It Again
- 2003: What’s Up

### Singles als Gastmusikerinnen
| Jahr | Titel Album                          | Höchstplatzierung, Gesamtwochen, AuszeichnungChartplatzierungen (Jahr, Titel, Album, Platzierungen, Wochen, Auszeichnungen, Anmerkungen) | Höchstplatzierung, Gesamtwochen, AuszeichnungChartplatzierungen (Jahr, Titel, Album, Platzierungen, Wochen, Auszeichnungen, Anmerkungen) | Höchstplatzierung, Gesamtwochen, AuszeichnungChartplatzierungen (Jahr, Titel, Album, Platzierungen, Wochen, Auszeichnungen, Anmerkungen) | Höchstplatzierung, Gesamtwochen, AuszeichnungChartplatzierungen (Jahr, Titel, Album, Platzierungen, Wochen, Auszeichnungen, Anmerkungen) | Höchstplatzierung, Gesamtwochen, AuszeichnungChartplatzierungen (Jahr, Titel, Album, Platzierungen, Wochen, Auszeichnungen, Anmerkungen) | Anmerkungen |
| Jahr | Titel Album                          | DE | CH | UK | US | R&B | Anmerkungen |
| ---- | ------------------------------------ | --- | --- | --- | --- | --- | --- |
| 1996 | Keep On, Keepin’ On Bad As I Wanna B | DE32 (16 Wo.)DE | CH41 (3 Wo.)CH | UK27 (4 Wo.)UK | US10 Gold · (20 Wo.)US | R&B3 (24 Wo.)R&B | Erstveröffentlichung: Februar 1996 MC Lyte feat. Xscape vom Soundtrack des Films Sunset Park Autoren: Carl So-Lowe, Jermaine Dupri, MC Lyte           |
| 1998 | Am I Dreaming Ol’ Skool              | — | — | — | US31 (13 Wo.)US | R&B5 (21 Wo.)R&B | Erstveröffentlichung: Januar 1998 Ol’ Skool feat. Keith Sweat und Xscape Autor: Sam Dees Original: Atlantic Starr, 1980                               |
| 2000 | Bounce with Me Beware of Dog         | — | — | — | — | R&B1 (22 Wo.)R&B | Erstveröffentlichung: Juli 2000 Lil Bow Wow feat. Xscape vom Soundtrack des Films Big Mama’s Haus Autoren: Bryan-Michael Cox, Da Brat, Jermaine Dupri |

Weitere Gastbeiträge
- 1996: Always Be My Baby (The Jermaine Dupri Remixes) (Mariah Carey feat. Xscape und Da Brat)

## Auszeichnungen für Musikverkäufe
Anmerkung: Auszeichnungen in Ländern aus den Charttabellen bzw. Chartboxen sind in ebendiesen zu finden.
| Land/RegionAuszeichnungen für Musikverkäufe (Land/Region, Auszeichnungen, Verkäufe, Quellen) | Gold     | Platin     | Verkäufe   | Quellen  |
| -------------------------------------------------------------------------------------------- | -------- | ---------- | ---------- | -------- |
| Vereinigte Staaten (RIAA)                                                                    | 5× Gold5 | 8× Platin8 | 10.500.000 | riaa.com |
| Insgesamt                                                                                    | 5× Gold5 | 8× Platin8 |            |          |